# Отношения ДР Конго и Кении
Отношения Демократической Республики Конго и Кении — двусторонние дипломатические отношения между Демократической Республикой Конго (ДР Конго) и Кении. Государства являются членами Восточноафриканского сообщества и Организации Объединённых Наций.

## История
Бывший президент ДР Конго Жозеф Кабила неоднократно посещал Кению. Он провёл встречу с бывшим президентом Кении Мваи Кибаки, чтобы обсудить вопросы, касающиеся контрабанды золота из рудников в Киву (восточной части ДР Конго). Считалось, что бизнес по контрабанде золота финансирует повстанцев в ДР Конго. Дальнейшее расследование показало, что Кения была в центре многомиллиардной сети контрабанды золота, охватывающей несколько стран.
В 2019 году президент Кении Ухуру Кениата был единственным главой иностранного государства, присутствовавшим на инаугурации президента ДР Конго Феликса Чисекеди.
В начале 2019 года президент Феликс Чисекеди ответил взаимностью на визит Ухуру Кениаты, посетив Найроби. Лидеры провели переговоры, посвящённые безопасности и стабильности в ДР Конго, а президент Ухуру Кениата предложил также обучить конголезских государственных служащих.

### Мирный договор с Движением 23 марта
Мирное соглашение между правительством ДР Конго и лидерами повстанческого движения «Движение 23 марта» было заключено при посредничестве нескольких сторон и подписано в Найроби в конце 2013 года. «Движение 23 марта» было разгромлено в ходе поддерживаемого ООН наступления правительственных войск. В соглашении указано, что не будет амнистии разыскиваемым за военные преступления. Организатором подписания соглашения выступил Ухуру Кениата.
Кения также стала ключевым партнёром по стабилизации ситуации в восточной части ДР Конго.

### Совместная комиссия по сотрудничеству
К концу 2014 года государства должны были подписать Совместную комиссию по сотрудничеству. Кения должна была открыть консульство в Гоме, а ДР Конго в Момбасе.
Данная сделка должна была стать первым крупным торговым соглашением Кении с франкоязычной африканской страной. Торговое соглашение предоставит Кении преференциальный доступ к рынку ДР Конго с населением 90 миллионов человек.

## Культура
В государствам проживает значительная часть населения, говорящего на суахили, который является национальным языком в обеих странах.

## Торговля
ДР Конго является импортёром кенийских сельскохозяйственных и промышленных товаров. Поскольку восточная часть ДР Конго в значительной степени не имеет выхода к морю, то получает доступ к международным водам через порты в Кении и Танзании.

## Дипломатические представительства
- ДР Конго имеет посольство в Найроби[7].
- Кения содержит посольство в Киншасе[8].